# 東広島市立西志和小学校
東広島市立西志和小学校（ひがしひろしましりつ にししわしょうがっこう）は、かつて広島県東広島市志和町七条椛坂に所在していた市立小学校。

## 概要
旧東広島市の北西部にある。校区には三篠川の支流が流れており、周辺には田園風景が広がっている。近年は、山陽自動車道志和インターチェンジの設置により、住宅・工場が増加している。

## 沿革
- 1874年4月 - 七条椛坂小学校として設立。
- 1888年4月 - 西志和尋常小学校と改称。
- 1912年4月 - 西志和地区の四尋常小学校を統合し現在地に移転。
- 1947年4月 - 西志和村立西志和小学校と改称。
- 1955年8月 - 町村合併により志和町立西小学校と改称。
- 1957年4月 - 志和町立西志和小学校と改称。
- 1971年7月 - プール完成。
- 1974年3月 - 新校舎落成。
- 1974年4月 - 町合併・市制施行により東広島市立西志和小学校と改称。
- 1982年3月 - 新体育館落成。
- 1999年4月 - 障害児学級(現・特別支援学級)を設置。
- 2022年3月 - 東広島市立東志和小学校と統合し、閉校。

## 通学区域
- 東広島市
  - 志和町奥屋
  - 志和町冠
  - 志和町別府
  - 志和町志和西の一部
  - 志和町志和堀の一部
  - 志和町七条椛坂の一部

## 進学先中学校
- 東広島市立志和中学校

## 周辺
- 志和流通団地
- 山陽自動車道志和インターチェンジ
- ショージ志和店